# The Get Weird Tour
The Get Weird Tour – trzecia trasa koncertowa brytyjskiego girls bandu Little Mix, promująca ich album studyjny Get Weird. Oficjalnie potwierdzona w lipcu 2015 roku. Rozpoczęła się 13 marca 2016 roku w Cardiff, a zakończyła 27 sierpnia tego samego roku w Newmarket, obejmując sześćdziesiąt koncertów na terenie Europy, Azji i Oceanii. Przyniosła dochód w wysokości 22 milionów 100 tysięcy dolarów.